# Italia ai campionati del mondo di atletica leggera 1993
La squadra italiana ai campionati del mondo di atletica leggera 1993, disputati a Stoccarda dal 13 al 22 agosto, è stata composta da 46 atleti (31 uomini e 15 donne).

## Uomini
| Specialità             | Atleta                                                      | Turno            | Risultato | Prestazione | Note  |
| ---------------------- | ----------------------------------------------------------- | ---------------- | --------- | ----------- | ----- |
| 200 m                  | Giorgio Marras                                              | Batteria         | q         | 20"95       |       |
| 200 m                  | Giorgio Marras                                              | Quarti di finale | Eliminato | 20"87       |       |
| 400 m                  | Andrea Nuti                                                 | Batteria         | Q         | 46"59       |       |
| 400 m                  | Andrea Nuti                                                 | Quarti di finale | Eliminato | 46"77       |       |
| 800 m                  | Giuseppe D'Urso                                             | Batteria         | Q         | 1'48"79     |       |
| 800 m                  | Giuseppe D'Urso                                             | Semifinale       | Q         | 1'44"83     |       |
| 800 m                  | Giuseppe D'Urso                                             | Finale           | Argento   | 1'44"86     |       |
| 800 m                  | Andrea Benvenuti                                            | Batteria         | dnf       |             |       |
| 1 500 m                | Gennaro Di Napoli                                           | Batteria         | Q         | 3'39"41     |       |
| 1 500 m                | Gennaro Di Napoli                                           | Semifinale       | Q         | 3'41"06     |       |
| 1 500 m                | Gennaro Di Napoli                                           | Finale           | 12º       | 3'47"38     |       |
| 1 500 m                | Davide Tirelli                                              | Batteria         | dns       |             |       |
| 10 000 m               | Francesco Panetta                                           | Batteria         | Q         | 28'20"49    |       |
| 10 000 m               | Francesco Panetta                                           | Finale           | 6º        | 28'27"05    |       |
| 10 000 m               | Salvatore Antibo                                            | Batteria         | Q         | 28'27"48    |       |
| 10 000 m               | Salvatore Antibo                                            | Finale           | 12º       | 29'10"83    |       |
| 110 m ostacoli         | Fausto Frigerio                                             | Batteria         | Eliminato | 13"97       |       |
| 110 m ostacoli         | Laurent Ottoz                                               | Batteria         | dns       |             |       |
| 400 m ostacoli         | Giorgio Frinolli                                            | Batteria         | Q         | 49"42       |       |
| 400 m ostacoli         | Giorgio Frinolli                                            | Semifinale       | Eliminato | 49"22       |       |
| 400 m ostacoli         | Fabrizio Mori                                               | Batteria         | Q         | 50"10       |       |
| 400 m ostacoli         | Fabrizio Mori                                               | Semifinale       | Eliminato | 49"23       |       |
| 3 000 m siepi          | Alessandro Lambruschini                                     | Batteria         | Q         | 8'25"46     |       |
| 3 000 m siepi          | Alessandro Lambruschini                                     | Finale           | Bronzo    | 8'08"78     |       |
| 3 000 m siepi          | Angelo Carosi                                               | Batteria         | Q         | 8'19"66     |       |
| 3 000 m siepi          | Angelo Carosi                                               | Finale           | 8º        | 8'23"42     |       |
| Maratona               | Salvatore Bettiol                                           | Finale           | dnf       |             |       |
| Marcia 20 km           | Giovanni De Benedictis                                      | Finale           | Argento   | 1h23'06"    |       |
| Marcia 20 km           | Arturo Di Mezza                                             | Finale           | 13º       | 1h24'59"    |       |
| Marcia 20 km           | Walter Arena                                                | Finale           | dq        |             | [ 1 ] |
| Marcia 50 km           | Giovanni Perricelli                                         | Finale           | 13º       | 3h54'30     |       |
| Marcia 50 km           | Massimo Quiriconi                                           | Finale           | 15º       | 3h57'33"    |       |
| Salto in alto          | Roberto Ferrari                                             | Qualifica        | Eliminato | 2,25 m      |       |
| Salto con l'asta       | Andrea Pegoraro                                             | Qualifica        | Eliminato | 5,65 m      |       |
| Getto del peso         | Paolo Dal Soglio                                            | Qualifica        | Eliminato | 18,68 m     |       |
| Lancio del martello    | Enrico Sgrulletti                                           | Qualifica        | Eliminato | 63,58 m     |       |
| Lancio del giavellotto | Fabio De Gaspari                                            | Qualifica        | Eliminato | 74,34 m     |       |
| Staffetta 4×100 m      | Giorgio Marras Carlo Occhiena Andrea Amici Ezio Madonia     | Batteria         | Q         | 39"37       |       |
| Staffetta 4×100 m      | Giorgio Marras Carlo Occhiena Andrea Amici Ezio Madonia     | Semifinale       | dq        |             | [ 2 ] |
| Staffetta 4×400 m      | Andrea Nuti Andrea Montanari Alessandro Aimar Marco Vaccari | Semifinale       | Eliminata | 3'01"85     | [ 3 ] |

## Donne
| Specialità       | Atleta               | Turno     | Risultato | Prestazione | Note             |
| ---------------- | -------------------- | --------- | --------- | ----------- | ---------------- |
| 800 m            | Fabia Trabaldo       | Batteria  | Eliminata | 2'02"36     |                  |
| 1 500 m          | Fabia Trabaldo       | Batteria  | Q         | 4'07"95     |                  |
| 1 500 m          | Fabia Trabaldo       | Finale    | 8ª        | 4'08"23     |                  |
| 3 000 m          | Roberta Brunet       | Batteria  | Eliminata | 8'57"46     |                  |
| 3 000 m          | Valentina Tauceri    | Batteria  | Eliminata | 9'00"20     |                  |
| 10 000 m         | Maria Guida          | Batteria  | Q         | 32'26"60    |                  |
| 10 000 m         | Maria Guida          | Finale    | 12ª       | 32'15"34    |                  |
| 100 m ostacoli   | Carla Tuzzi          | Batteria  | Eliminata | 13"54       |                  |
| Maratona         | Bettina Sabatini     | Finale    | dnf       |             |                  |
| Maratona         | Rosanna Munerotto    | Finale    | dnf       |             |                  |
| Marcia 10 km     | Ileana Salvador      | Finale    | Argento   | 43'08"      |                  |
| Marcia 10 km     | Elisabetta Perrone   | Finale    | 4ª        | 43'26"      |                  |
| Marcia 10 km     | Annarita Sidoti      | Finale    | 9ª        | 44'13"      |                  |
| Salto in alto    | Antonella Bevilacqua | Qualifica | Q         | 1,93 m      |                  |
| Salto in alto    | Antonella Bevilacqua | Finale    | 6ª        | 1,94 m      |                  |
| Salto in lungo   | Valentina Uccheddu   | Qualifica | q         | 6,48 m      |                  |
| Salto in lungo   | Valentina Uccheddu   | Finale    | 12ª       | 6,38 m      |                  |
| Salto in lungo   | Antonella Capriotti  | Qualifica | Eliminata | 6,23 m      |                  |
| Salto triplo     | Antonella Capriotti  | Qualifica | q         | 13,52 m     |                  |
| Salto triplo     | Antonella Capriotti  | Finale    | 6ª        | 14,18 m     | Record nazionale |
| Getto del peso   | Agnese Maffeis       | Qualifica | Eliminata | 16,61 m     |                  |
| Lancio del disco | Agnese Maffeis       | Qualifica | Eliminata | 57,06 m     |                  |
| Eptathlon        | Giuliana Spada       |           | 22ª       | 5214 p.     |                  |